# Sobór laterański III
Sobór laterański III – sobór powszechny Kościoła katolickiego, zwołany przez papieża Aleksandra III w marcu 1179. Udział w nim wzięło 302 biskupów. Według rachuby katolickiej był XI soborem powszechnym.
Sobór został zwołany wkrótce po zwycięstwie papieża w sporze z Fryderykiem Barbarossą i jednym z jego celów było unieważnienie wszystkich decyzji antypapieży. W czasie trzech sesji (5, 14 i 19 marca) dyskutowano o waldensach oraz ustalono normy obyczajowe dla księży. Podjęto decyzję o ekskomunikowaniu katarów i ich protektorów oraz uchwałę zwaną Non minus, nakazującą aby kler oraz majątki ziemskie należące do Kościoła były zwolnione z wszelkich podatków na rzecz państwa.
Najważniejszym ustaleniem III soboru laterańskiego było wprowadzenie nowych zasad wyboru papieża. Przyjęto, że dla ważnego wyboru papieża potrzebna jest większość dwóch trzecich kardynalskich głosów, co miało zapobiec ogłaszaniu antypapieży oraz uniezależniało elekcję od cesarza, niższego kleru i ludu rzymskiego – przyjęty mechanizm przypominał konklawe, termin ten został jednak użyty dopiero przez Grzegorza X niemal sto lat później.